# Nizas, Hérault
Nizas (Nisàs in Occitan) là một xã thuộc tỉnh Hérault trong vùng Occitanie phía nam nước Pháp. Xã này nằm ở khu vực có độ cao trung bình 72 mét trên mực nước biển. Dân số thời điểm năm 1999 là 525 người. 